# Heteroleuca obscurata
Heteroleuca obscurata là một loài bướm đêm trong họ Geometridae.